# أولاد الشاوى (أوزيكا)
أولاد الشاوى هو دُوَّار يقع بجماعة مليلة، إقليم بنسليمان، جهة الدار البيضاء سطات في المملكة المغربية. ينتمي الدوّار لمشيخة أوزيكا التي تضم دوارين. يقدر عدد سكانه بـ 1652 نسمة حسب الإحصاء الرسمي للسكان والسكنى لسنة 2004.

## روابط خارجية
- البوابة الوطنية للجماعات الترابية
- المندوبية السامية للتخطيط